# Giovanni Carcuro
Giovanni Michele Carcuro Urresti (Santiago, 16 de septiembre de 1973) es un médico chileno especializado en traumatología y ortopedia, que trabaja en el área de la medicina deportiva, donde ha tratado a deportistas chilenos de alto rendimiento.

## Biografía
Hijo del periodista deportivo Pedro Carcuro y de Patricia Urresti, desde pequeño acompañó a su padre a los estadios, donde éste relataba partidos de fútbol y otras competiciones deportivas. En ese contexto, comenzó a practicar atletismo a temprana edad.
Estudió medicina en la Universidad de Chile, y se especializó en traumatología y ortopedia. Posteriormente realizó una estadía de perfeccionamiento de medicina deportiva en la Clínica Cemtro, de Madrid, España, y realizó pasantías de cirugía de tobillo y pie, en Seattle, Estados Unidos, y en la Royal National Orthopedic Hospital, en Londres, Inglaterra.
Ha desarrollado una carrera ligada a la medicina deportiva en su país, siendo parte del área médica del Centro de Alto Rendimiento (CAR), y del Comité Olímpico de Chile, por lo cual integró el equipo médico en los Juegos Panamericanos de 1999 y en los Juegos Sudamericanos de 2002 y 2006. También ha tratado y operado a destacados deportistas como el piloto Francisco "Chaleco" López.
Desde fines de la década de 1990 se desempeñó como parte del equipo médico del Club Universidad de Chile, hasta diciembre de 2012, cuando dejó el club junto con el entrenador Jorge Sampaoli, quien fue contratado en la Selección de fútbol de Chile, y lo llevó a dicho equipo como parte de su cuerpo técnico. Con la selección masculina adulta de su país participó en la Copa Mundial de Fútbol de 2014, y la Copa América 2015. Dejó la selección chilena en mayo de 2016, con la llegada de Juan Antonio Pizzi como director técnico.